# 阿拉贝卡山

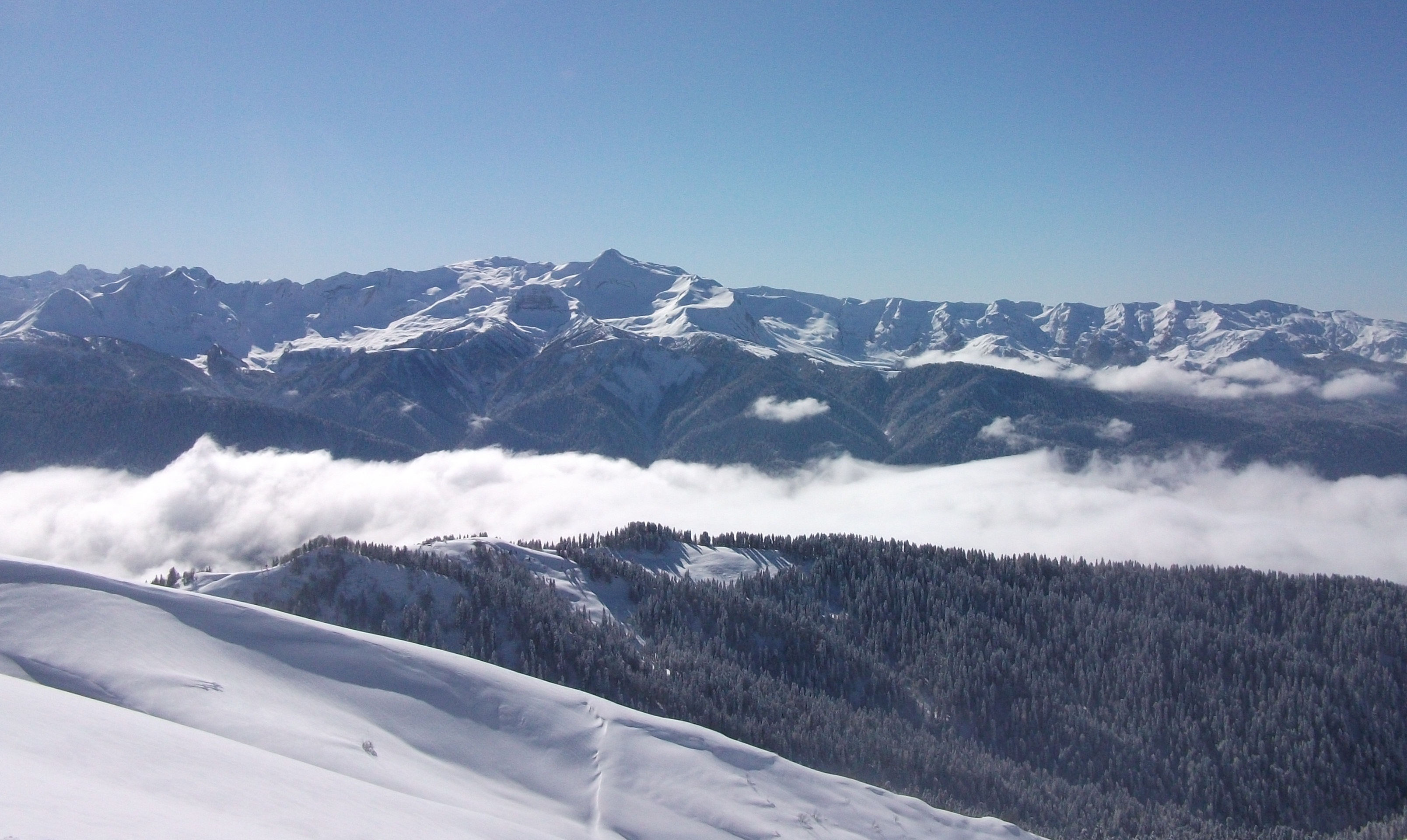

阿拉贝卡山位于格鲁吉亚西北部阿布哈兹共和国加格拉山脉，最高点海拔2661米。由石灰岩组成。世界上最深的洞穴库鲁伯亚拉洞穴位于此山中。
43°25′N 40°20′E / 43.41°N 40.34°E